# 解けない駆け引き
『解けない駆け引き』（とけないかけひき）は、クレナズムとクボタカイが2021年6月30日にMMM RECORDSからリリースした配信シングル。

## 概要
福岡県出身のクレナズムが宮崎県在住のクボタカイをフィーチャリングした楽曲。サウンドプロデュースには福岡県在住のShun Marunoを迎えているため、九州発のコラボレーションとも称される。
シングルは「クレナズム, クボタカイ」名義でリリースされたが、本楽曲が収録されたアルバム『Touch the figure』では「クレナズム」名義でリリースされている。

## 収録曲
1. 解けない駆け引き [4:28]
作詞∶萌映・クボタカイ
作曲：まこと・萌映・スズキナオト
  - 萌映とクボタカイによる、敢えて男女の役割を逆転させた掛け合いや男女のすれ違う恋愛模様、不安と期待が入り混じる繋がりそうで繋がらない青春の日々などを描いている[1]。